# Euselasia candaria
Euselasia candaria är en fjärilsart som beskrevs av Druce 1904. Euselasia candaria ingår i släktet Euselasia och familjen Riodinidae. Inga underarter finns listade i Catalogue of Life.